# Metebach
Metebach ist ein Ortsteil der Landgemeinde Hörsel im Nordwesten des thüringischen Landkreises Gotha.

## Geographie

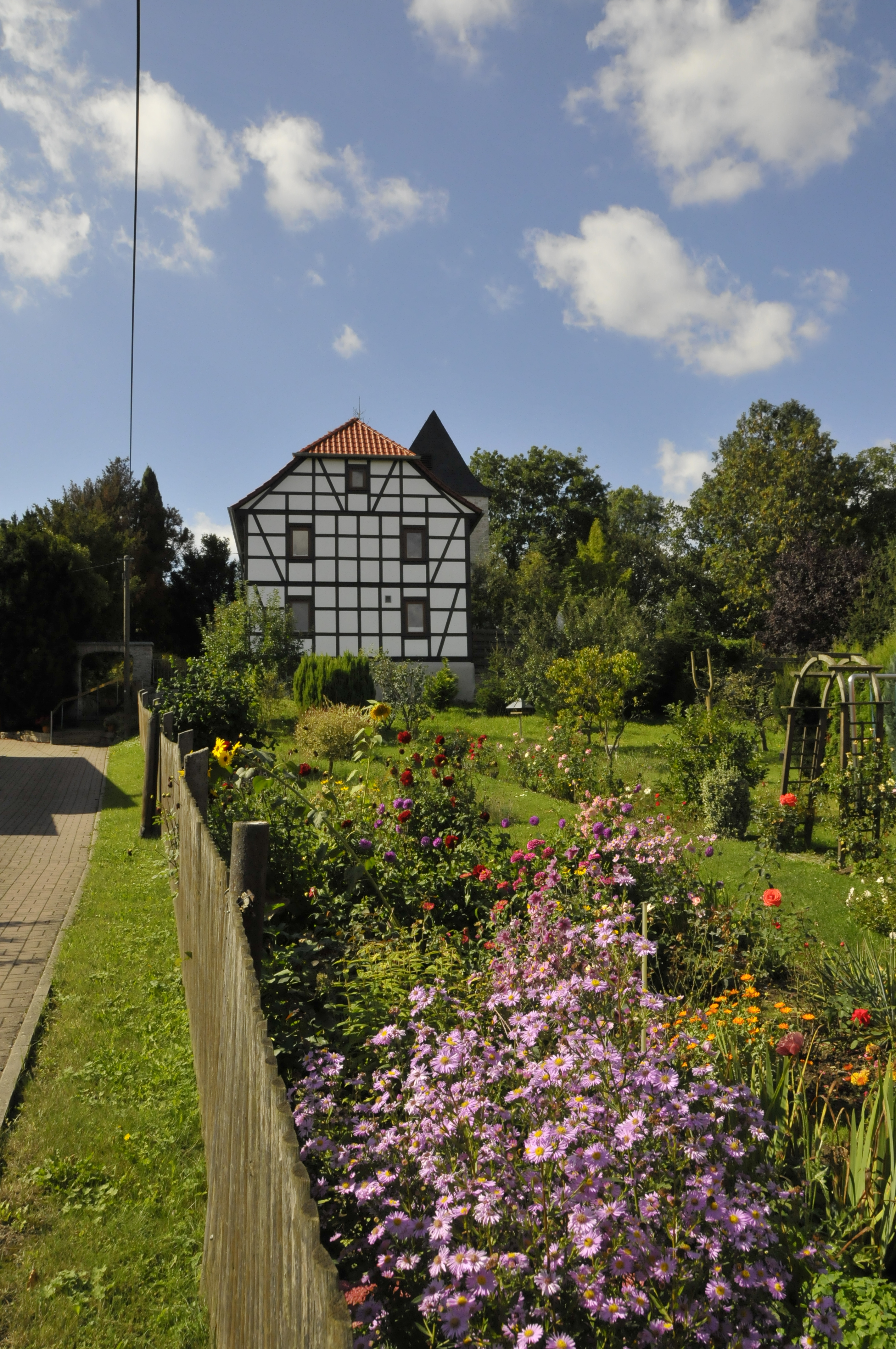
Blick in Richtung Kirche

### Geographische Lage
Metebach liegt etwa fünf Kilometer westnordwestlich vom Gothaer Stadtzentrum entfernt. Die nächstgelegenen Orte sind außer Gotha Sonneborn (NNW), Goldbach (NO), Remstädt (O), Trügleben (SO), Aspach (SSW). Der Ortsteil Neufrankenroda liegt drei Kilometer westlich von Metebach; die kürzeste Verbindung zwischen den beiden Orten ist ein Feldweg. Metebach liegt am flachen Nordhang des Krahnbergs. Im Norden des Dorfes fließt der Metebach in Richtung Sonneborn.

### Ausdehnung des Gebiets
Die Gesamtfläche der Gemarkung Metebach beträgt 563 Hektar.

### Gliederung
Zu Metebach gehörte bis 2011 das Dorf Metebach und die Kleinsiedlung Neufrankenroda mit dem gleichnamigen Gutshof. Seit dem 1. Dezember 2011 sind Metebach und Neufrankenroda eigenständige Ortsteile der Landgemeinde Hörsel.

## Geschichte
Urkundlich erwähnt wird Metebach im Jahr 1187. In dieser Urkunde bezeugt der Abt Conrad von Fulda das Güter vom Fuldaschen Stift auf Lebenszeit an Sigebodo von Fankenstein, einem Sohn von Ludwig von Henneberg, übertragen werden. Darunter zählen auch die Lehen in Metebach und Frankenroda. Eine frühere Urkunde, die bezeugt, wann Hartung von Sonneborn, ein Fuldascher Dienstmann,  das Dorf Metebach und andere Dörfer der Fuldaschen Kirche vermacht hatte, nachdem er bei seinem Zuge zum heiligen Grabe nicht zurückgekehrt und gestorben ist, bleibt leider verschollen.  
Um die finanziellen Mittel für den Bau einer Abtsburg aufzubringen, verkaufte die Abtei Fulda die Dörfer Metebach und Frankenroda an die Grafen von Henneberg und die Grafen von Wangenheim. In einer Urkunde von 1317 werden die Brüder Friedrich und Albert von Wangenheim als Besitzer der beiden Dörfer ausgewiesen. Das Lehnsregister des Grafen Berthold von Henneberg aus dem Jahr 1317 führt Guther von Salza sowie Heinrich und Hartman von Erfa als Vasallen der Lehen in Metebach auf. Im Zuge der Thüringer Grafenkriege gingen die Rechte 1347 und 1390 an die Wettiner über.
Mehrfach wütete die Pest von 1597 bis 1625 in Metebach. Im Jahre 1677 kaufte Herzog Friedrich I. Metebach von den Herren von Erffa aus Friedrichswerth ab. Der „Verwaltungsbezirk Friedrichswerth“, der die Orte Friedrichswerth, Metebach und Neufrankenroda umfasste, gehörte in der späteren Zeit zum Amt Gotha.
Im Siebenjährigen Krieg quartierten 1757 sich einige Generäle und höhere Offiziere in Metebach ein. Die mehr als 400 Pferde der Truppe verbrauchten dabei alle Heu- und Hafervorräte. Die Reichsexekutionsarmee unter Führung des Herzog von Sachsen-Hildburghausen zog durch Thüringen und wurde in der Schlacht bei Roßbach durch die Armee von Friedrich II. vernichtend geschlagen.
1798 wurde auf Kosten der herzoglichen Kammer in der Flur des Kammergutes von Neufrankenroda ein neues Dorf gegründet. Diese neue Kolonie sollte das Wohl des Landes und der Untertanen fördern. Insbesondere sollte der Stand der Waldarbeiter unterstützt werden, die in dieser Zeit durch Armut und Arbeitslosigkeit zu Diebstahl und Müßiggang neigten. Die Gerichtsbarkeit des neuen Dorfes wurde dem Amt Gotha übertragen. Der neue Ort bestand aus zehn Scheunen, zehn Ställen und zehn Häusern, in die anfänglich fünf Familien eingewiesen wurden. Jedem Besitzer wurden 5,5 Acker Land zugewiesen, die Ländereien wurden abgeteilt und mit Obstbäumen besetzt, zwei Brunnen gegraben und eine Holzung angepflanzt. Die Anlage dieser Kolonie kostete 12,75 Taler. Neufrankenroda wurde nach Metebach eingepfarrt, erhielt aber einen eigenen Schullehrer. Bis 1818 wurde Neufrankenroda mit beträchtlichen finanziellen Mitteln unterstützt, und erhebliche Maßnahmen erfolgten, um den Nahrungsbestand zu erhalten und zu sichern. Dennoch geriet Neufrankenroda so in Zerfall, dass es 1818 ganz aufgehoben werden musste. Die Bewohner zahlten weder das festgesetzte Erbpachtgeld, und auch die Ländereien wurden nicht bebaut. Ebenso vernachlässigten sie ihre Wohnungen (heute würde man sie Messies nennen). Obgleich sie nicht den geringsten Anspruch hatten, erhielten die Kolonisten zum Ankauf eines Wohnhauses in anderen Orten je 150 Taler.
Nachdem Neufrankenroda als Gemeinde nicht mehr bestand, wohnten hier noch Dienstleute und Tagelöhner von Friedrichswerth, denen die Gemeinde Metebach als Heimatbezirk zugewiesen wurde.
Traurige Berühmtheit erfuhr Metebach durch die letzte öffentliche Hinrichtung im Herzogtum Sachsen-Gotha. Sie erfolgte am 18. Februar 1839. Damals wurde Heinrich Kästner für den Mord an Friedrich Weiße mit dem Schwert enthauptet. Kästner hatte den Schreinerlehrling Weiße am 31. Dezember 1837 auf dem gemeinsamen Weg nach Metebach im Aspacher Holz (ein Wäldchen südwestlich von Metebach) ausgeraubt und mit einem Messer lebensgefährlich verletzt. Das Opfer starb wenig später in Metebach. Zur damaligen Zeit war es üblich, den Mörder am Schauplatz seines Verbrechens hinzurichten. Später wurde an der Stelle ein Sühnekreuz errichtet, das noch heute an den Mord und die letzte öffentliche Hinrichtung erinnert.
Am 23. September 1995 wurde Metebach Mitgliedsgemeinde der 1994 gegründeten Verwaltungsgemeinschaft Hörsel. Durch Beschluss des Thüringer Landtags am 16. November 2011 konnte die Verwaltungsgemeinschaft Hörsel zum 1. Dezember 2011 aufgelöst und durch einen freiwilligen Zusammenschluss der zehn bisher selbstständigen Gemeinden Aspach, Ebenheim, Fröttstädt, Hörselgau, Laucha, Mechterstädt, Metebach, Teutleben, Trügleben und Weingarten die Landgemeinde Hörsel neu gebildet werden.

### Einwohnerentwicklung
Entwicklung der Einwohnerzahl (jeweils 31. Dezember):
| - 1994 – 182 - 1995 – 180 - 1996 – 173 - 1997 – 170 | - 1998 – 158 - 1999 – 159 - 2000 – 159 - 2001 – 166 | - 2002 – 169 - 2003 – 163 - 2004 – 178 - 2005 – 188 | - 2006 – 191 - 2007 – 186 - 2008 – 185 - 2009 – 180 | - 2010 – 185 - 2014 – 120 |

Datenquelle: Thüringer Landesamt für Statistik

## Politik

### Ehemalige Bürgermeister
Bei der Bürgermeisterwahl am 27. Juni 2004 konnte keiner der Kandidaten eine Mehrheit auf sich erzielen, so dass am 11. Juli 2004 eine Stichwahl vonnöten war. Torsten Kühn wurde bei der Wahl am 26. September 2004 zum ehrenamtlichen Bürgermeister der Gemeinde gewählt. Mit der Umwandlung zur Landgemeinde wurde er zum 1. Dezember 2011 zum Ortsteilbürgermeister.
- 1994–1999: Frank Meister (CDU)[8]
- 1999–2004: Angelika Nack (parteilos)[9]
- 2004–2011: Torsten Kühn (Freiwillige Feuerwehr Metebach)[10][11][12]

## Wirtschaft und Infrastruktur

### Wasser und Abwasser
Die Wasserver- und Abwasserentsorgung wird durch den Wasser- und Abwasserzweckverband Mittleres Nessetal sichergestellt.

## Kultur und Sehenswürdigkeiten

### Bauwerke
- 1130 wurde in Metebach die Kirche St. Johannes im romanischen Stil erbaut[13]. Die dem St. Johannes geweihte Kirche liegt auf einer Anhöhe. Aufgrund des Namens und der erhöhten Lage könnte sie an der Stelle eines alten heidnischen Heiligtums gebaut worden sein. 1416 erhielt die Kirche Glocken. Die kleinere trägt die Aufschrift 1416, vermutlich das Herstellungsjahr. 1712 wurde die Kirche mit den Mitteln des damaligen Schulze (Bürgermeister) umgebaut. Der Innenraum der Kirche wurde umgestaltet. Rötelmalereien im Stil des Bauernbarock und ein mit Sternen besetztes Holztonnengewölbe gaben der kleinen Kirche ein prachtvolles Aussehen. 1743 erfolgte der endgültige Umguss der größeren Glocke, nachdem sie zum dritten Mal gesprungen war.
- Gutshof Neufrankenroda

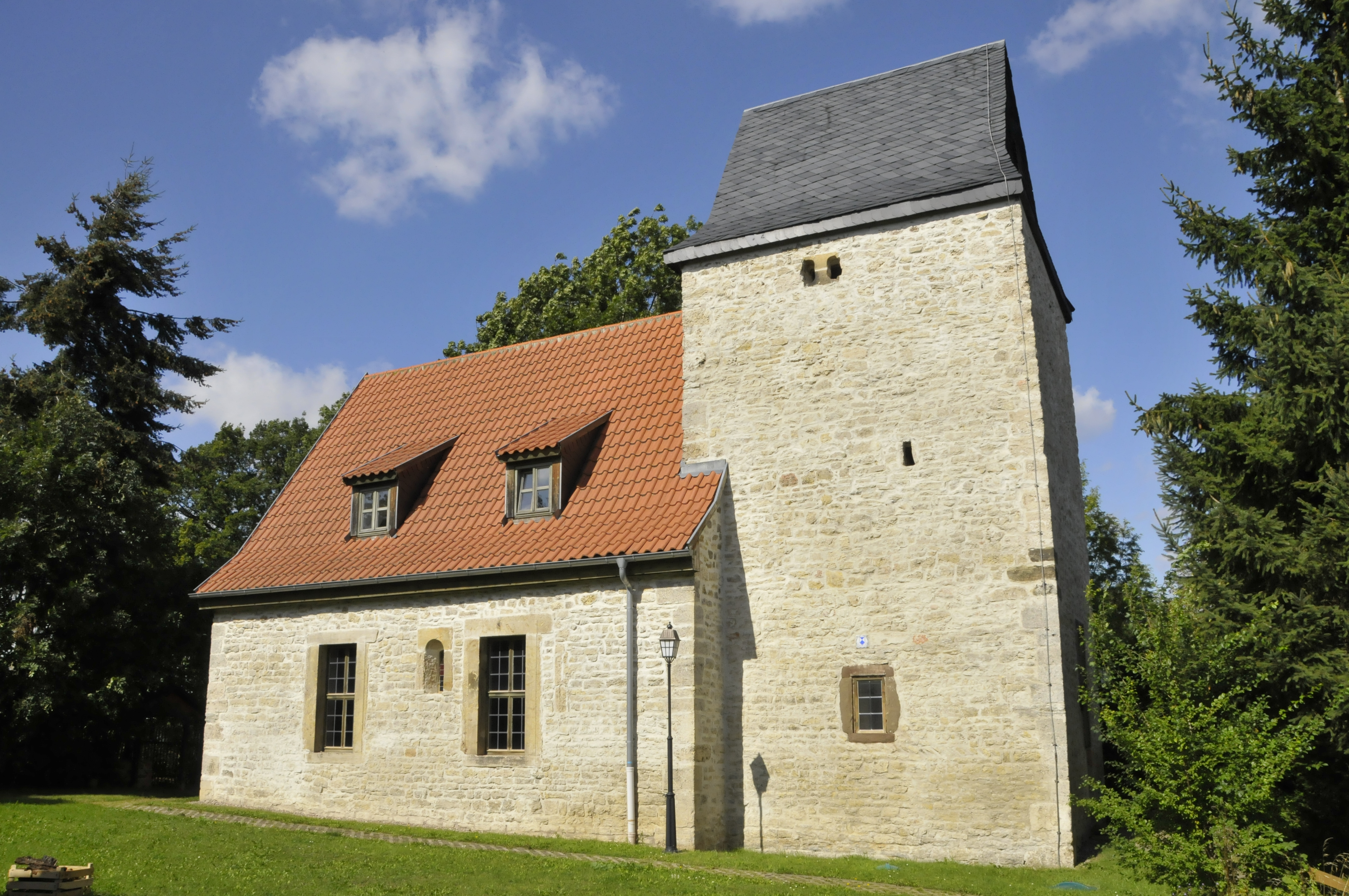
Kirche in Metebach
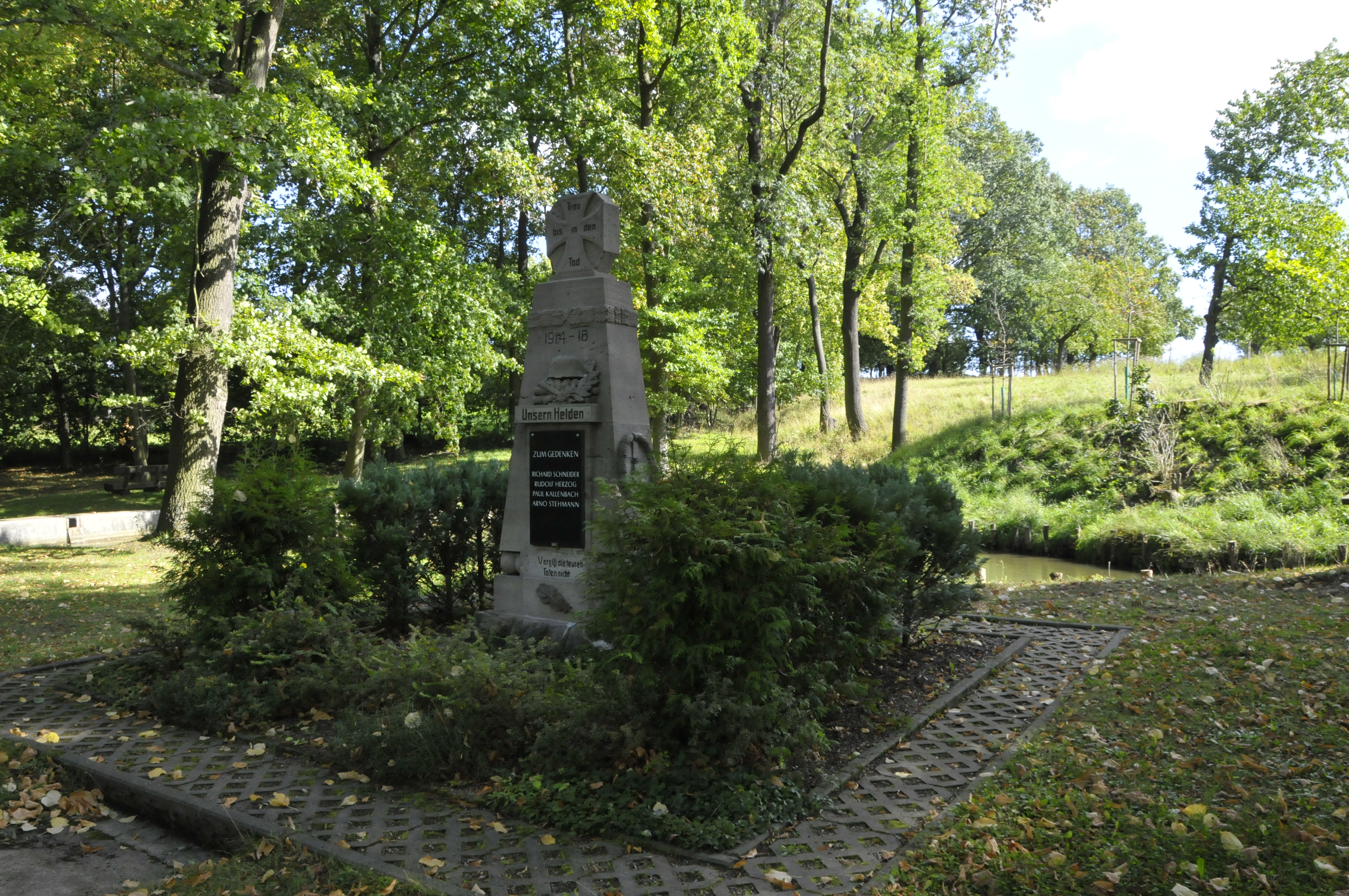
Gefallenendenkmal am südlichen Ortsrand von Metebach
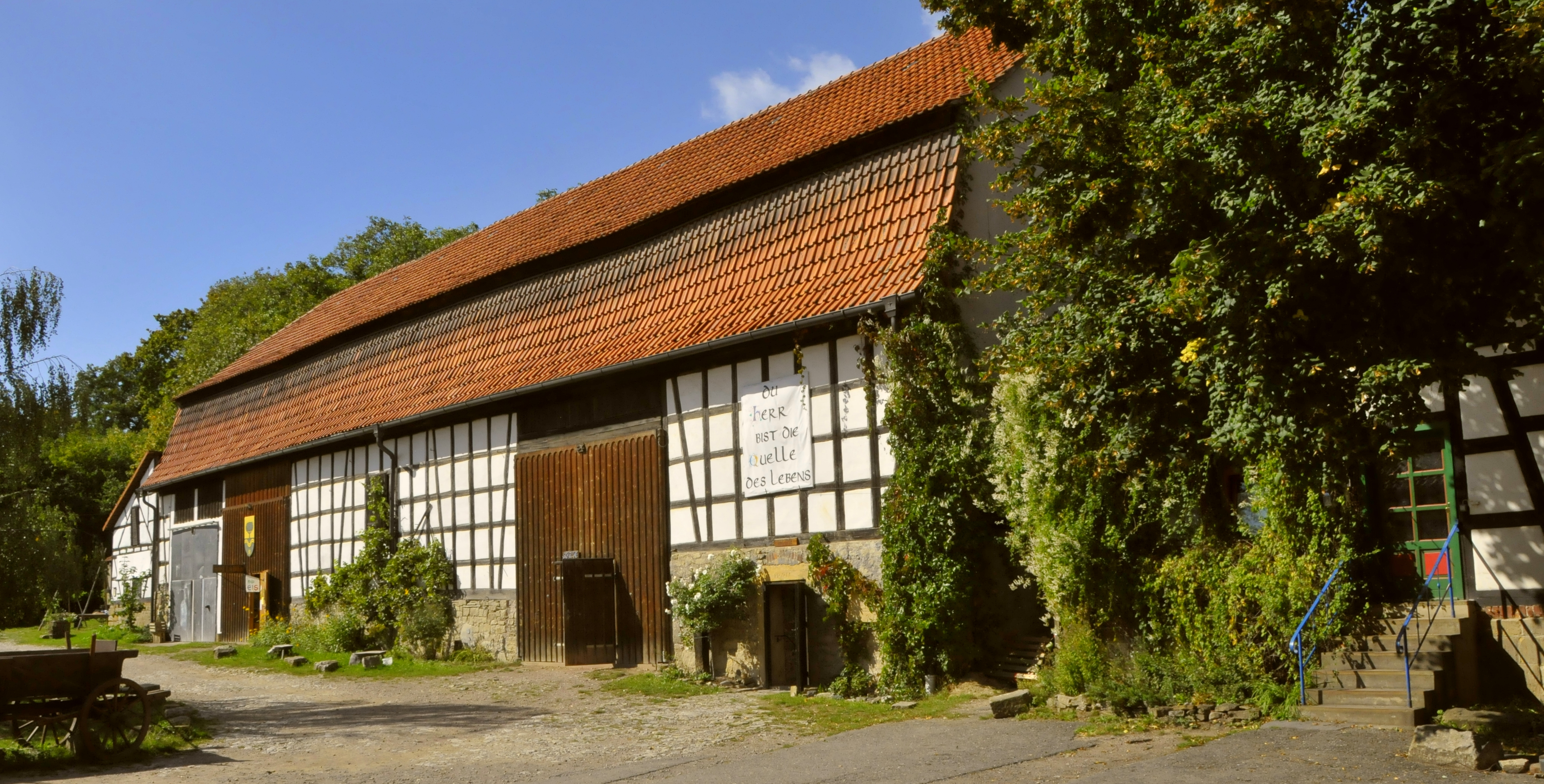
Teilansicht des Hofes des SILOAH e. V. in Neufrankenroda
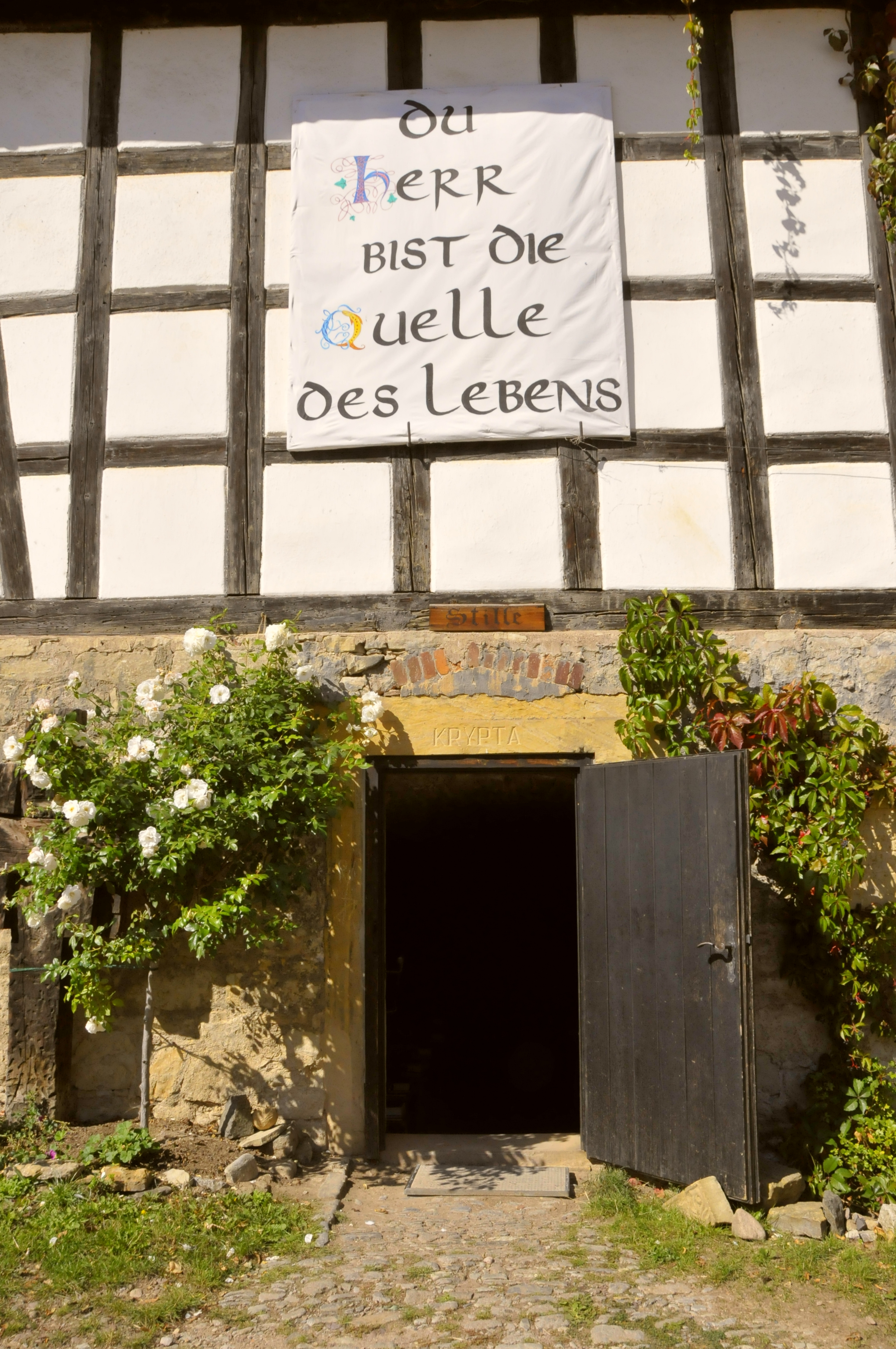
Eingang zur Krypta

## Persönlichkeiten
- Erich Kellner (1914–?), Kfz-Mechaniker und Politiker (LDPD).